# Engelschoff
Engelschoff is een gemeente in de Duitse deelstaat Nedersaksen. De gemeente maakt deel uit van de Samtgemeinde Oldendorf-Himmelpforten in de Landkreis Stade.
Engelschoff telt 731 inwoners.
De gemeente bestaat uit het gelijknamige dorp en het gehucht Neuland. Engelschoff ligt niet ver ten oosten van het riviertje de Oste.
Engelschoff had zeer veel te lijden van de Kerstvloed in het jaar 1717. Men name zeer veel vee ging verloren.
Engelschoff is verder altijd een weinig belangrijk boerendorp gebleven, waar nog enkele oude gebruiken uit vroeger eeuwen worden gekoesterd. Ten noorden van het dorp liggen percelen hoogveen, waar anno 2020 nog turf werd gestoken.
- Gemeinsame Normdatei: 1065774486
- Virtual International Authority File: 313453583

Agathenburg · 
Ahlerstedt · 
Apensen · 
Balje · 
Bargstedt · 
Beckdorf · 
Bliedersdorf · 
Brest · 
Burweg · 
Buxtehude · 
Deinste · 
Dollern · 
Drochtersen · 
Düdenbüttel · 
Engelschoff · 
Estorf · 
Fredenbeck · 
Freiburg (Elbe) · 
Großenwörden · 
Grünendeich · 
Guderhandviertel · 
Hammah · 
Harsefeld · 
Heinbockel · 
Himmelpforten · 
Hollern-Twielenfleth · 
Horneburg · 
Jork · 
Kranenburg · 
Krummendeich · 
Kutenholz · 
Mittelnkirchen · 
Neuenkirchen · 
Nottensdorf · 
Oederquart · 
Oldendorf · 
Sauensiek · 
Stade · 
Steinkirchen · 
Wischhafen